# Roanoke (kolonia)

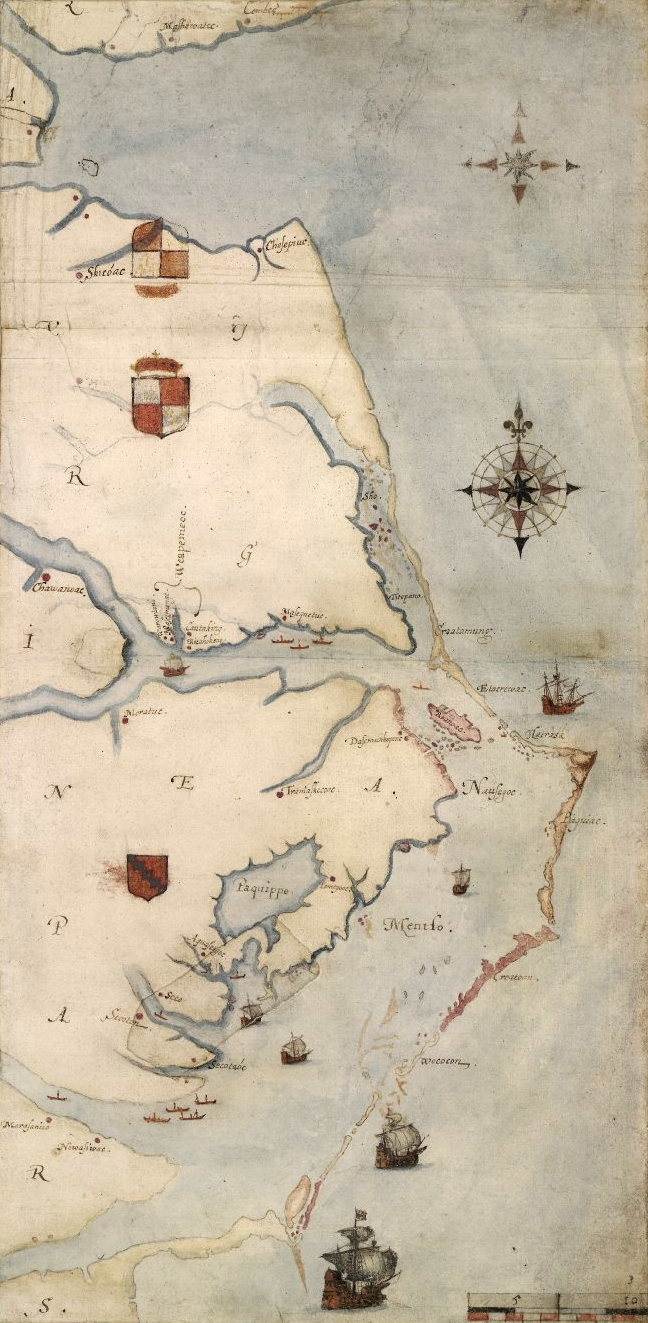
Mapa okolic wyspy Roanoke

Roanoke, Zaginiona Kolonia (ang. Lost Colony) na wyspie Roanoke. Obecnie na terenie hrabstwa Dare stanu Karolina Północna w USA – pierwsza angielska osada na obszarze Ameryki Północnej. Jej mieszkańcy zniknęli w tajemniczy sposób; przypuszczalnie zostali zabici lub zasymilowani przez okoliczne plemiona Indian.

## Pierwsza wyprawa
W lipcu 1584 roku angielska wyprawa odkrywcza, prowadzona przez kapitanów Philipa Amadasa i Arthura Barlowe’a, a finansowana przez sir Waltera Raleigha i wspierana przez królową Elżbietę I, dotarła do łańcucha mierzejowych wysepek przybrzeżnych (ang. Barrier Islands) i rozpoczęła eksplorację okolicznych terenów. Uwagę podróżników zwróciła położona za barierą wysp, ale oddzielona od lądu stałego wyspa Roanoke, jako miejsce bezpieczne i nadające się do pierwszego osadnictwa w Ameryce. Ludzie Amadasa i Barlowe’a spotkali miejscowych Indian z plemienia Kroatanów i nawiązali z nimi bliskie, przyjazne kontakty. W czasie wzajemnych odwiedzin zdecydowano, że w drogę powrotną ekspedycji popłyną do Anglii dwaj Indianie – Manteo z wioski na wyspie Hatteras i Wanchese z Roanoke, kuzyni miejscowych wodzów Granganimea i Winginy. Statki wyruszyły w drogę w sierpniu i dotarły do Plymouth w połowie września.

## Założenie kolonii
W Londynie obaj Indianie spotkali się z Raleighem i zostali przedstawieni na dworze, co bardzo pomogło Raleighowi w zbieraniu funduszy na utworzenie stałej osady – zalążka kolonii o nazwie Wirginia – i jednocześnie wygodnej przystani, na bazie której angielskie okręty korsarskie mogłyby atakować statki hiszpańskie. W kwietniu 1585 roku dowodzona przez kuzyna Raleigha, sir Richarda Grenville’a flotylla siedmiu statków z około 600 ludźmi  na pokładach wyruszyła w morze, by w czerwcu dotrzeć do zalewów Pamlico i Albemarle.
Osadnicy pod okiem gubernatora Ralpha Lane’a wznieśli na wyspie Ronaoke niewielki fort i przystąpili do eksploracji okolicznych terenów, wchodząc w kontakt z licznymi plemionami z algonkiańskiej grupy językowej. Towarzyszący wyprawie Thomas Harriot po powrocie do Anglii opublikował pracę pt. „Krótki i prawdziwy raport o nowo odkrytej krainie Wirginii” (ang. A Briefe and True Report of the New Found Land of Virginia), a John White, kartograf wyprawy, sporządził liczne rysunki i akwarele przedstawiające sylwetki Indian, jak i wyobrażenia roślin i zwierząt. Jego praca również doczekała się publikacji w Europie.
Indianie uczyli osadników własnych sposobów łowiectwa i rybołówstwa, ale generalnie stosunki układały się różnie. W jednym przypadku biali spalili wioskę na lądzie, bowiem Indianin z plemienia Sekotan ukradł srebrny kubek. Podobne incydenty prowadziły do eskalacji napięć. Chcąc mieć pewność, że jego ludzie będą zaopatrywani w żywność przez nadbrzeżne plemiona, Lane wziął wiosną 1586 r. jako zakładnika syna sachema Menatonona. Śmierć Granganimea i jego ojca, którzy stali na czele probrytyjskiego stronnictwa wśród Indian, jeszcze bardziej zaogniła stosunki. Miejscowy wódz – Wingina – zmienił imię na Pemisapan i stanął na czele partii otwarcie wrogiej wobec Brytyjczyków. Odwiedzający rok wcześniej Anglię jego kuzyn Wanchese stanął po jego stronie, natomiast Manteo został przyjacielem białych.
Wykorzystując plotkę o planowanym rzekomo ataku Indian, Lane dokonał 1 czerwca 1586 r. zdradzieckiego ataku; Wingina został zabity. Po trzech tygodniach, wobec całkowitego ustania dostaw żywności ze strony Indian, osadnicy załadowali się na okręty flotylli sir Francisa Drake’a i wrócili do Anglii. Manteo (oraz drugi Indianin imieniem Towaye) towarzyszył im w podróży.

## Druga próba

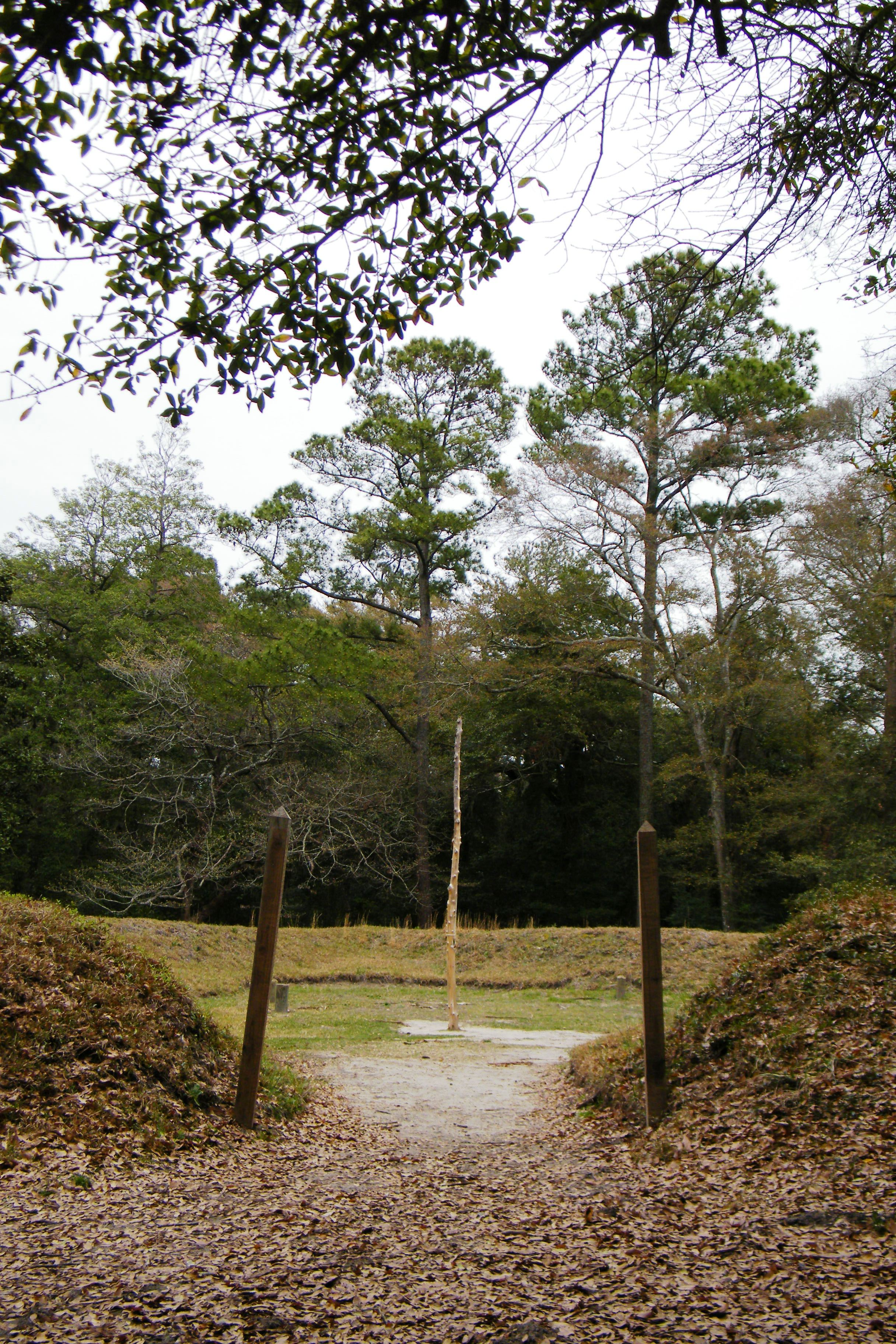
Zrekonstruowane umocnienia w Fort National Historic Site Raleigh

Do ponownej próby zasiedlenia Roanoke doszło wiosną roku 1587. W skład grupy około 150 kolonistów wchodziły tym razem kobiety i dzieci. Gubernatorem został John White. Manteo powrócił wraz z nimi.
Jakkolwiek zamierzeniem przybyszów było założenie osady gdzie indziej, w głębi zatoki Chesapeake, Simon Fernandes – pilot flotylli – odmówił prowadzenia statków dalej niż do wyspy Roanoke. Tak więc nowi przybysze zmuszeni zostali do zasiedlenia poprzedniego fortu i zetknięcia z wrogimi obecnie Indianami. Atak nastąpił dość szybko – w lipcu wojownicy zabili jednego z osadników, który wybrał się na ryby w znacznej odległości od fortu.
W sierpniu Manteo został nazwany Lordem Roanoke, ochrzczony pod imieniem Dasamonquepeuk i wyznaczony – jako uzurpator – na następcę wrogiego białym Wanchese’a. W tym samym miesiącu – 18 sierpnia – przyszło na świat pierwsze angielskie dziecko urodzone w Ameryce – Virginia Dare.
W końcu sierpnia, wraz z ubożeniem zapasów i zbliżającą się zimą, osadnicy przekonali White’a, by udał się do Anglii po niezbędne zaopatrzenie. W Londynie Raleigh natychmiast zorganizował pomoc, a ekspedycja miała wyruszyć w marcu roku 1588, ale tymczasem wybuchła wojna z Hiszpanią i żegluga przez Atlantyk okazała się niemożliwa. White przygotował wprawdzie dwa statki, które miały – jako łamacze blokady – spróbować przemknąć się za plecami Hiszpanów, ale pierwszy z nich wpadł w ręce korsarzy francuskich, którzy zagarnęli cały ładunek. Inwazja Wielkiej Armady hiszpańskiej w lipcu i sierpniu dodatkowo opóźniła wyjście ekspedycji w morze.

## Tajemnicze zniknięcie

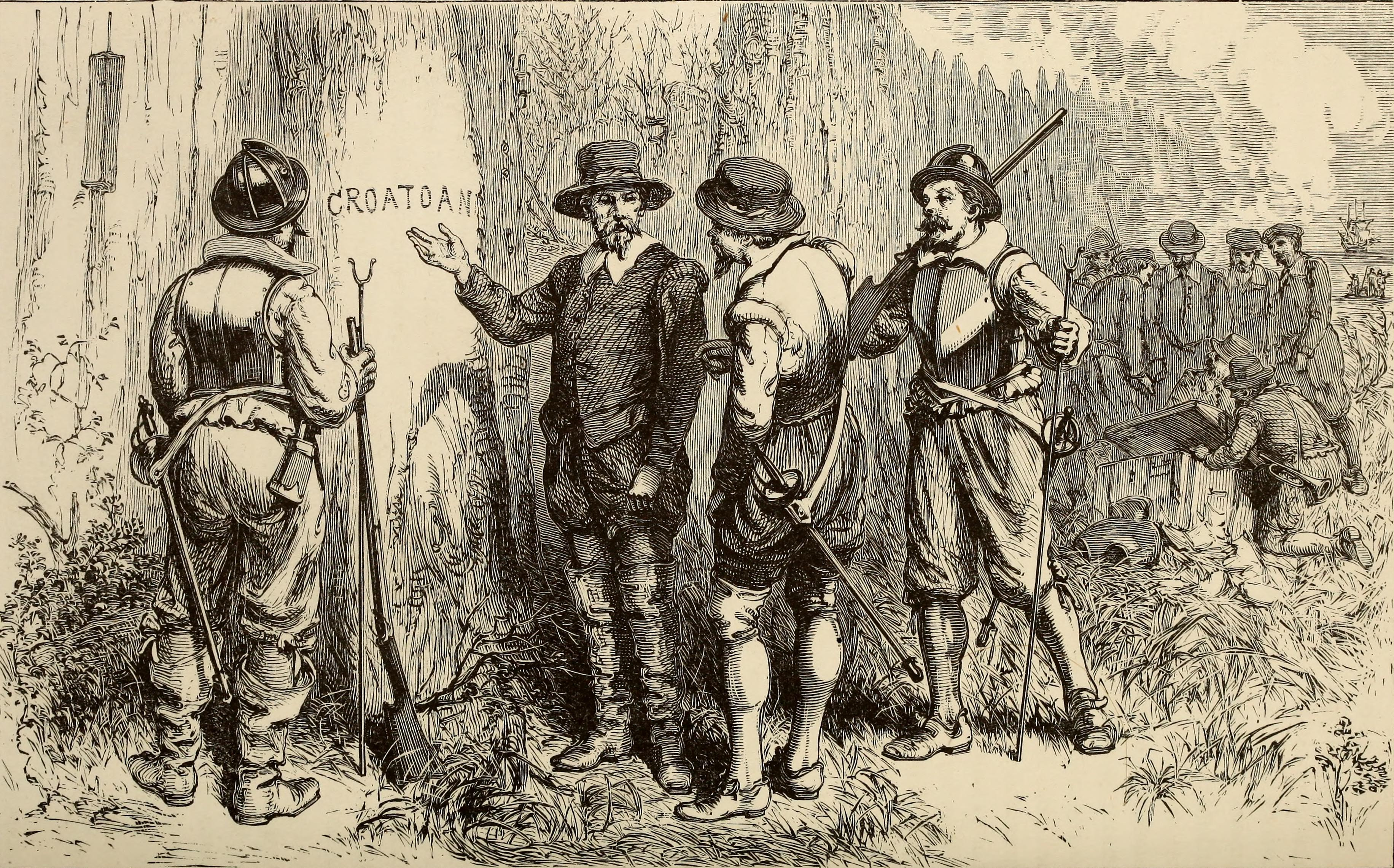
Odkrycie napisu: CROATOAN

Gdy wreszcie White dotarł do Roanoke w sierpniu roku 1590 zastał fort pusty . Osadnicy zniknęli bez śladu. Nie widać było śladów przemocy, ani pozostawionych resztek. Osiedle wyglądało tak, jakby zostało ewakuowane, nie napadnięte. Jedynym znakiem był napis, wyryty na palisadzie: CROATOAN, co mogło znaczyć zarówno, że fort został napadnięty, jak też, że osadnicy ewakuowali się do wioski Mantea na wyspach mierzejowych, lub zbudowali statek chcąc uciec do Anglii i zginęli gdzieś na oceanie. W niecałe 20 lat później, w roku 1607 powstało pierwsze stałe osiedle angielskie Jamestown na ziemi amerykańskiej w nowej kolonii Wirginii.
Los osadników z Roanoke jest od stuleci przedmiotem debat, a wokół wydarzenia powstała cała literatura przedmiotu . Co jakiś czas donoszono, że pojawiają się wśród Indian dzieci o białej skórze, że legendy mówią o ludziach, którzy byli potomkami białych. Od 2005 roku prowadzone są badania DNA, ale wyniki tych badań pozostają negatywne. W ostatnich latach badania archeologiczne przeprowadzone na terenie kilku dawnych wiosek indiańskich w okolicy doprowadziły do znalezienia wielu przedmiotów z całą pewnością należących do osadników z wyspy.